# Kohlenschiffhafen

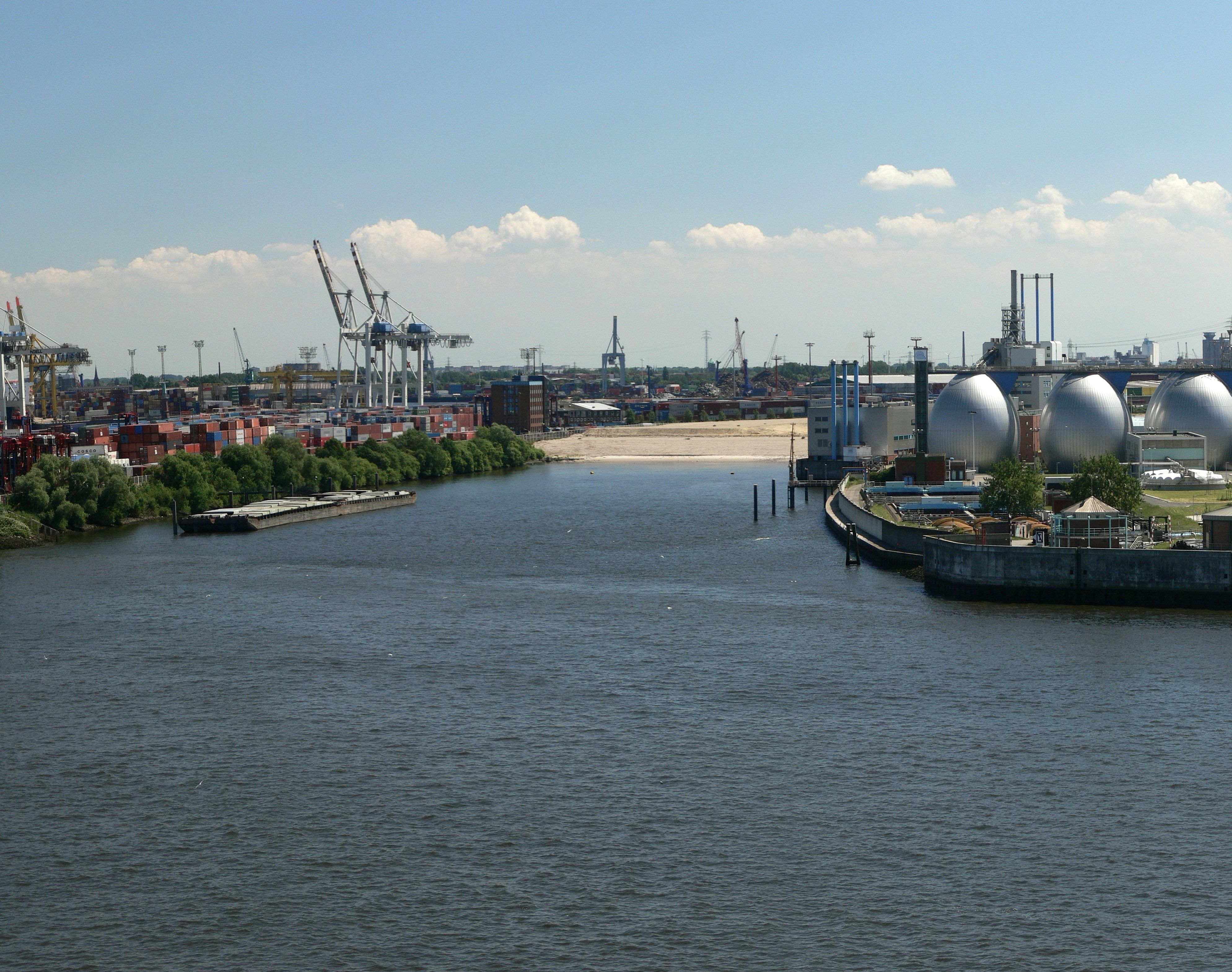
Kohlenschiffhafen

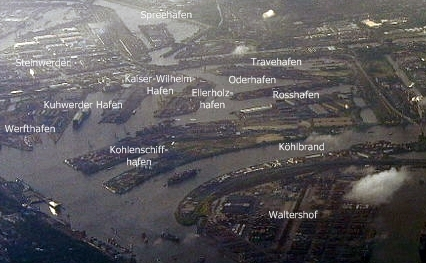
Lage

Der Kohlenschiffhafen in Hamburg-Steinwerder ist ein Hafenbecken an der Norderelbe, das sich zwischen dem Köhlbrandhöft im Westen und dem Kuhwerder Höft im Osten befindet. Es entstand aus dem alten Verlauf des Köhlbrandes, der nach 1910 nach Westen verlagert wurde. Der Kohlenschiffhafen hatte an seiner Ostseite einen Kai mit Vollportalkranen (unter denen Eisenbahnwagen laufen konnten), um die ankommende Steinkohle aus England in die an Land befindlichen Kohlebunker zu löschen. Eine Besonderheit war hier, dass von der Kohlenheber-Gesellschaft und der Kohlenstauerei-Gesellschaft die Beladung vom Seeschiff in wasserseitig liegende Leichter stattfand. Die Kohle wurde dann mittels Leichter in die angrenzenden Hafenbecken mit den dort liegenden Schiffen zur Bebunkerung der Kohlenbunker gebracht. Von hier wurden auch die in den Alsterkanälen liegenden Kohlenplätze beliefert.
Bis in die 1980er Jahre lagen im hinteren Bereich an der westlichen Seite die Getreideheber der Getreidehebergesellschaft. Diese wurden zur Entladung von Getreideschiffen genutzt, die an den Pfählen lagen.
Im vorderen Bereich auf der Westseite liegt seit 1961 das Hauptklärwerk Köhlbrand der Hamburger Stadtentwässerung mit seinen eiförmigen Klärschlammbehältern aus Stahl.
Ab 2002 wurde der Kohlenschiffhafen nach Verlagerung und Aufgabe der hier ansässigen Firmen zur Gewinnung von Landflächen für das Containerterminal Tollerort teilweise mit Elbsand verspült.
Koordinaten: 53° 32′ 16″ N, 9° 56′ 30″ O